# Welcome Home, Roxy Carmichael
Welcome Home, Roxy Carmichael is een Amerikaanse tragikomedie uit 1990 onder regie van Jim Abrahams.

## Verhaal
Dinky Bossetti (Winona Ryder) is een vijftienjarige geadopteerde wees. In het stadje waar ze woont, keert na vijftien jaar de beroemde Roxy Carmichael terug. De hele stad raakt geobsedeerd door de beroemdheid en Dinky ook. Na met de ex-man van de ster gepraat te hebben, komt ze erachter dat die samen vijftien jaar geleden een dochter kregen die te vroeg geboren werd. Omdat Dinky eigenschappen van zichzelf herkent die volgens Roxy's ex ook bij Roxy van toepassing waren en omdat Dinky wereldvreemd is, begint ze te geloven dat zíj die dochter is. Ze bedenkt het plan om dit Roxy te vertellen wanneer die in het stadje aankomt, maar Roxy komt niet opdagen en haar baby blijkt te zijn gestorven.

## Rolverdeling
| Acteur              | Personage          |
| ------------------- | ------------------ |
| Winona Ryder        | Dinky Bossetti     |
| Jeff Daniels        | Denton Webb        |
| Laila Robins        | Elizabeth Zaks     |
| Thomas Wilson Brown | Gerald Howells     |
| Joan McMurtrey      | Barbara Webb       |
| Graham Beckel       | Les Bossetti       |
| Frances Fisher      | Rochelle Bossetti  |
| Robby Kiger         | Beannie Billings   |
| Dinah Manoff        | Evelyn Whittacher  |
| Sachi Parker        | Libby Ohlemachet   |
| Stephen Tobolowsky  | Bill Klepler       |
| Micole Mercurio     | Louise Garweski    |
| John Short          | Ronald Reems       |
| Robin Thomas        | Scotty Sandholtzer |